# Sami Hyypiä
Sami Tuomas Hyypiä (n. 7 octombrie 1973, Borgå, Uusimaa Province⁠(d), Finlanda) este un fotbalist finlandez retras din activitate, care a jucat pe post de fundaș central la echipe ca Liverpool, Willem II și MyPa 47. Pe plan internațional, are prezențe la națională pentru Finlanda și Finlanda U21⁠(d). După încheierea carierei, a devenit antrenor, și a antrenat, printre altele, Leverkusen, Zürich și Brighton.
Înălțimea de 1,93 metri și forța fizică a lui Hyypiä l-au făcut pe fundașul finlandez să fie o prezență impunătoare pe teren. De asemenea a fost un jucător cu multă experiență și care și-a demonstrat calitatea fotbalistică. Nu de puține ori a reușit să marcheze cu capul sau din voleu în urma unor faze fixe. A fost unul dintre cei mai iubiți jucători de la echipa engleză FC Liverpool, acesta jucând pentru echipă în peste 300 de meciuri în toate competițiile și marcând 22 de goluri.
Sami Hyypiä a fost un membru de bază la echipa națională de fotbal a Finlandei. El a jucat pentru selecționată aproape două decenii între 1992 și 2010, adunând 105 apariții și 5 goluri marcate.

## Biografie
Hyypiä și-a început cariera de fotbalist la echipele Pallo-Peikot și KuMu, înainte de a semna cu echipa de Veikkausliiga MyPa, în anul 1992. A câștigat Cupa Finlandei cu MyPa în 1992 și 1995. Hyypiä a debutat la echipa națională într-un meci împotriva Tunisiei pe 7 noiembrie 1992. A fost căpitanul echipei naționale de fotbal a Finlandei.
În 1995, s-a prezentat la un trial al clubului englezesc Newcastle United pentru a observa de aproape fotbalul din Anglia. A declarat mai târziu : Newcastle m-a ajutat în cariera mea. Am fost acolo la un trial, sub comanda lui Kevin Keegan, și m-a ajutat să-mi fac o idee despre fotbalul englezesc. Eram un jucător tânăr atunci și nu puteam emite pretenții. A fost o experiență bună pentru mine și am rămas cu dorința de a mă întoarce în fotbalul englezesc.
Tot în 1995 Hyypiä a semnat cu formația olandeză Willem II. În scurt timp avea să devină favoritul fanilor.
În 1999 Liverpool, echipa pe care Hyypiä o susținuse de când era copil, l-a cumpărat pe acesta cu 3 milioane de lire sterline. Încă din primul an Hyypiä a format un cuplu de succes în centrul apărării cu un alt nou-venit la Liverpool, Stéphane Henchoz. În sezonul 2000-01 Sami Hyypiä și Robbie Fowler au condus pe Liverpool către cucerirea a trei cupe : Worthington Cup, FA Cup și cupa UEFA. În 2002 Hyypiä a devenit vicecăpitan al lui Liverpool, după Jamie Redknapp, iar în 2003 în urma lui Steven Gerrard.
În 2004, noul manager al lui Liverpool, Rafael Benítez, l-a mutat pe Jamie Carragher din poziția de fundaș lateral în centrul defensivei. Această mutare a avut un efect pozitiv asupra lui Hyypiä, care a ajutat echipa să câștige Liga Campionilor în acel sezon. Pe 10 august 2005 jucătorul finlandez a semnat un nou contract cu Liverpool, care ar trebui să-l țină pe Anfield până în 2008.
Hyypiä a strâns peste 390 de apariții în tricoul lui Liverpool, marcând peste 20 de goluri. În anul 2007 a ajuns în "Topul 25" al prezențelor în tricoul legendarului club englezesc. Deși au existat zvonuri conform cărora fundașul finlandez s-ar putea transfera la echipe precum Fulham, Newcastle United, Reading FC sau Wigan Athletic, Hyypiä a rămas la Liverpool până la terminarea contractului.

## Palmares
MyPa
- Cupa Finlandei (2): 1992, 1995

Liverpool
- FA Cup (2): 2000–01, 2005–06
- Football League Cup (2): 2000–01, 2002–03

Finalist: 2004–05
- FA Community Shield (2): 2001, 2006
- UEFA Champions League (1): 2004–05

Finalist: 2006–07
- Cupa UEFA (1): 2000–01
- Supercupa Europei (2): 2001, 2005

- FIFA Club World Cup

Finalist: 2005

### Premii individuale
- Fotbalistul finlandez al anului (9): 1999, 2000, 2001, 2002, 2003, 2005, 2006, 2008,[4] 2009,[5] 2010[6]
- Sportivul finlandez al anului (1): 2001[7]
- UEFA Team of the Year (1): 2001[8]
- Jucătorul lunii în Premier League (1): noiembrie 1999[9]
- PFA Team of the Year (2): 1999-2000, 2001-2002
- Fundașul central al deceniului — Goal.com: decembrie 2009[10]
- Echipa deceniului — Goal.com: decembrie 2009[10]

## Statistici

### Club
| Club         | Sezon          | Premiership   | Premiership   | FA Cup         | FA Cup         | League Cup | League Cup | Europa  | Europa | Altele  | Altele | Total   | Total  |       |
| Club         | Sezon          | Meciuri       | Goluri        | Meciuri        | Goluri         | Meciuri    | Goluri     | Meciuri | Goluri | Meciuri | Goluri | Meciuri | Goluri |       |
| ------------ | -------------- | ------------- | ------------- | -------------- | -------------- | ---------- | ---------- | ------- | ------ | ------- | ------ | ------- | ------ | ----- |
| Liverpool FC | 2006-07        | 24            | 1             | 0              | 0              | 1          | 1          | 5       | 0      | 1       | 0      | 31      | 2      |       |
| Liverpool FC | 2005-06        | 33            | 1             | 5              | 1              | 1          | 0          | 14      | 0      | 2       | 0      | 55      | 2      |       |
| Liverpool FC | 2004-10101019t | 5             |               |                |                |            |            |         |        |         |        |         |        |       |
| Liverpool FC | 2002-03        | 36            | 3             | 3              | 0              | 4          | 0          | 12      | 2      | 1       | 0      | 56      | 5      |       |
| Liverpool FC | 2001-02        | 37            | 3             | 2              | 0              | 1          | 0          | 16      | 2      | 1       | 0      | 57      | 5      |       |
| Liverpool FC | 2000-01        | 35            | 3             | 6              | 0              | 6          | 1          | 11      | 0      | 0       | 0      | 58      | 4      |       |
| Liverpool FC | 1999-00        | 38            | 2             | 2              | 0              | 2          | 0          | 0       | 0      | 0       | 0      | 42      | 2      |       |
| Liverpool FC | Club           | Season        | Eredivisie    | Eredivisie     | Cupa KNVB      | Cupa KNVB  | ---        | ---     | Europa | Europa  | Altele | Altele  | Total  | Total |
| Meciuri      | Club           | Season        | Goluri        | Meciuri        | Goluri         | Meciuri    | Goluri     | Meciuri | Goluri | Meciuri | Goluri | Meciuri | Goluri |       |
| Willem II    | 1998-99        | 26            | 2             | ?              | ?              | -          | -          | 4       | 0      | 0       | 0      | 30      | 2      |       |
| Willem II    | 1997-98        | 30            | 0             | ?              | ?              | -          | -          | 0       | 0      | 0       | 0      | 30      | 0      |       |
| Willem II    | 1996-97        | 30            | 1             | ?              | ?              | -          | -          | 0       | 0      | 0       | 0      | 30      | 1      |       |
| Willem II    | 1995-96        | 14            | 0             | ?              | ?              | -          | -          | 0       | 0      | 0       | 0      | 14      | 0      |       |
| Club         | Sezon          | Veikkausliiga | Veikkausliiga | Cupa Finlandei | Cupa Finlandei | Cupa Ligii | Cupa Ligii | Europa  | Europa | Altele  | Altele | Total   | Total  |       |
| Club         | Sezon          | Meciuri       | Goluri        | Meciuri        | Goluri         | Meciuri    | Goluri     | Meciuri | Goluri | Meciuri | Goluri | Meciuri | Goluri |       |
| MyPa         | 1995           | 26            | 3             | ?              | ?              | ?          | ?          | 4       | 0      | 0       | 0      | 30      | 3      |       |
| MyPa         | 1994           | 25            | 5             | ?              | ?              | ?          | ?          | 4       | 0      | 0       | 0      | 29      | 5      |       |
| MyPa         | 1993           | 12            | 0             | ?              | ?              | ?          | ?          | 1       | 0      | 0       | 0      | 13      | 0      |       |
| MyPa         | 1992           | 33            | 0             | ?              | ?              | ?          | ?          | 0       | 0      | 0       | 0      | 33      | 0      |       |
| MyPa         | Total          | 463           | 30            | 23             | 2              | 17         | 3          | 89      | 6      | 5       | 0      | 608     | 39     |       |

## Echipa națională
| Finlanda | Finlanda | Finlanda |
| An       | Meciuri  | Goluri   |
| -------- | -------- | -------- |
| 1992     | 1        | 0        |
| 1993     | 0        | 0        |
| 1994     | 2        | 0        |
| 1995     | 4        | 0        |
| 1996     | 5        | 0        |
| 1997     | 4        | 0        |
| 1998     | 7        | 0        |
| 1999     | 7        | 1        |
| 2000     | 6        | 0        |
| 2001     | 7        | 0        |
| 2002     | 6        | 1        |
| 2003     | 9        | 2        |
| 2004     | 8        | 0        |
| 2005     | 8        | 0        |
| 2006     | 7        | 1        |
| 2007     | 9        | 0        |
| 2008     | 5        | 0        |
| 2009     | 8        | 0        |
| 2010     | 2        | 0        |
| Total    | 105      | 5        |

## Statistici antrenorat
La 4 April 2014.
| Echipa                   | Început        | Sfârșit        | Rezultate | Rezultate | Rezultate | Rezultate | Rezultate  | Rezultate |
| Echipa                   | Început        | Sfârșit        | M         | V         | E         | Î         | Victorii % | Ref.      |
| ------------------------ | -------------- | -------------- | --------- | --------- | --------- | --------- | ---------- | --------- |
| Bayer Leverkusen         | 1 aprilie 2012 | 24 iunie 2013  | 51        | 29        | 11        | 11        | 56,86      | [ 14 ]    |
| Bayer Leverkusen         | 24 iunie 2013  | 5 aprilie 2014 | 41        | 21        | 4         | 16        | 51,22      | [ 14 ]    |
| Total — Bayer Leverkusen | 1 aprilie 2012 | 5 aprilie 2014 | 92        | 50        | 15        | 27        | 54,35      | —         |
| Brighton & Hove Albion   | 6 iunie 2014   | prezent        | 0         | 0         | 0         | 0         | —          |           |

- 1.^Sami Hyypiä and Sascha Lewandowski were both in-charge of the first team.[12]
- 2.^Sascha Lewandowski left the first team to go back to work with the youth team.[16] Hyypiä's first training session was on 12 March 2013.[13]